# Rafael Arozarena
Rafael Arozarena (Santa Cruz de Tenerife, 4 april 1923 – aldaar, 30 september 2009) was een Spaans dichter en romanschrijver.
Arozarena studeerde geneeskunde en begon vervolgens te schrijven. Hij studeerde ook kunsten en kon goed tekenen. Rafael werd lid van de literaire groep ‘Los Fetasianos’, samen met een aantal van zijn vrienden. Zijn eerste verhalen verschenen in de jaren 1940 in het magazine Arco. Na ongeveer tien jaar begon hij voor een dagblad te schrijven over zijn leven en publiceerde hij zes dichtbundels: Alto crecen los cardos, Aprisa cantan los gallos, El omnibus pintado con cerezas, Silbato de tinta amarilla en Cerveza de grano rojo. Zijn roman Mararía werd verfilmd. Arozarena ontving in 1988 de belangrijkste literaire prijs van de Canarische Eilanden.

## Poëzie
- Romancero Canario (1946)
- A la Sombra de los Cuervos (1947)
- Aprisa Cantan los Gallos (1964)
- El omnibús Pintado con Cerezas (1971)
- Desfile Otoñal de los Obispos Licenciosos(1985)
- Altos Crecen los Cardos (1959)
- Silbato de Tinta Amarilla (1977)
- Amor de la Mora (1989)

## Romans
- Mararía (1973)
- Cerveza de grano rojo (1984)

## Kinderboeken
- La Garza y la Violeta (1998)
- El Dueño del Arco-Iris (2002)